# Elaeosticta lutea
Elaeosticta lutea är en flockblommig växtart som först beskrevs av Franz Georg Hoffmann, och fick sitt nu gällande namn av Kljuykov et al. Elaeosticta lutea ingår i släktet Elaeosticta, och familjen flockblommiga växter. Arten har ej påträffats i Sverige.